# Lenguas bak
Las lenguas bak son un grupo de lenguas atlánticas occidentales de Senegal y Guinea-Bisáu. Las lenguas bak son lenguas no-tonales.

## Clasificación
Recientemente (2010) se propuso que existía una relación entre las lenguas bak y el bijago que previamente se consideró una rama aislada dentro del grupo atlántico. El árbol cladístico propuesto es el siguiente:

|  | Balanta                                                                |
|  |                                                                        |
|  | \| \| lenguas jola (Diola) \| \| \| \| \| \| lenguas papel \| \| \| \| |
|  |                                                                        |
|  | lenguas jola (Diola)                                                   |
|  |                                                                        |
|  | lenguas papel                                                          |
|  |                                                                        |

|  | lenguas jola (Diola) |
|  |                      |
|  | lenguas papel        |
|  |                      |

|  | Balanta                                                                |
|  |                                                                        |
|  | \| \| lenguas jola (Diola) \| \| \| \| \| \| lenguas papel \| \| \| \| |
|  |                                                                        |
|  | lenguas jola (Diola)                                                   |
|  |                                                                        |
|  | lenguas papel                                                          |
|  |                                                                        |

|  | lenguas jola (Diola) |
|  |                      |
|  | lenguas papel        |
|  |                      |

### Bijago
El bijago es altamente divergente. Sapir (1971) clasificó esta lengua como una lengua aislada dentro del atlántico occidental. Sin embargo, Segerer mostró que esto se debía a cambios fonéticos previametne no reconocidos, y que el bijago de hecho está emparentado con las lenguas bak. Por ejemplo, los siguientes cognados en bijago y joola kasa (una lengua jola) son completamente regulares, pero no habían sido identificados hasta hace poco:
| GLOSA  | Bijago | Joola Kasa |
| ------ | ------ | ---------- |
| cabeza | bu     | fu-kow     |
| ojo    | nɛ     | ji-cil     |

## Comparación léxica
Los numerales reconstruidos para diferentes grupos de lenguas bak-bijago son:
| GLOSA | Bijago    | Balanta-Ganja | Balanta-Ganja | Bayot-Jola  | Bayot-Jola   | Bayot-Jola       | Manjaku-Papel | Manjaku-Papel | Manjaku-Papel | PROTO-BAK- BIJAGO |
| GLOSA | Bijago    | Ganja         | Kentohe       | Bayot (GNB) | Foñi (Dyola) | PROTO- BAY.-JOL. | Mankaña       | Papel         | PROTO- MANJ.  | PROTO-BAK- BIJAGO |
| ----- | --------- | ------------- | ------------- | ----------- | ------------ | ---------------- | ------------- | ------------- | ------------- | ----------------- |
| '1'   | nɔːd      | -woda         | fhoːdn        | ɛndon       | jəkon        | *jano(r)         | ulolɛ̂n        | o-loŋ         | *lol          | *-nod(?)          |
| '2'   | n-som     | -sibi         | ksibm         | tɪgˑga      | sigaba       | *sigaba          | ŋɨ́tɛp         | ŋ-pugus       | *təb          | *sib-/ *təb       |
| '3'   | ɲ-ɲɔːkɔ   | -aːbí         | khobm         | fɜzɪ        | sifeːɡiːr    | *(si)-feɟi(r)    | ŋɨ̀wàdʒɛ̀nt     | ŋ-ɟenʂ        | *aj           | *                 |
| '4'   | ya-aɡɛnɛk | -tahla        | ktahli        | iβɛɪ        | sibaːkiːr    | *(sɪ)-bɐːkɪː(r)  | ŋɨbakɨr       | ŋ-uakr        | *bakər        | *-bakir           |
| '5'   | n-deɔkɔ   | -jíːf         | ʧɪf           | oɾɔ         | futɔk        | *fʊtɔk           | kaɲɛn         | k-ɲene        | *ŋeen         | *fʊtɔk/ *-ɲɛn(e)  |
| '6'   | 5 + 1     | faːj          | 5 + 1         | 5 + 1       | 5 + 1        | *5 + 1           | padʒɨ         | paːɟ          | *paːj         | *                 |
| '7'   | 5 + 2     | faːjinɡoːda   | 5 + 2         | 5 + 2       | 5 + 2        | *5 + 2           | nawuloŋ       | ɟand          | *             | *                 |
| '8'   | 5 + 3     | taːtaːla      | 5 + 3         | 5 + 3       | 5 + 3        | *5 + 3           | bakɾɛ̂ŋ        | bakari        | *bakVr-       | *                 |
| '9'   | 5 + 4     | -jíntahla     | 5 + 4         | 5 + 4       | 5 + 4        | *5 + 4           | kaɲɛ́ŋkalɔŋ    | k-ɲeŋ k-loŋ   | *             | *                 |
| '10'  | n-ruakɔ   | -jímːin       | ʧɪːfmɛn       | gʊtˑtɪɛ     | uɲɛn         | *ɡʊ-'ɲɛn         | iɲɛ̂n          | o-diseɲene    | *ntaj         | *-ɲɛn             |